# Sigmophora
Sigmophora is een geslacht van vliesvleugeligen uit de familie Eulophidae. De wetenschappelijke naam van dit geslacht is voor het eerst geldig gepubliceerd in 1867 door Camillo Róndani.

## Soorten
Het geslacht Sigmophora omvat de volgende soorten:
- Sigmophora aceris Ikeda, 1999
- Sigmophora bilobata (Girault, 1929)
- Sigmophora brevicornis (Panzer, 1804)
- Sigmophora diversa Ikeda, 1999
- Sigmophora flammus Yefremova & Yegorenkova, 2009
- Sigmophora io (Girault, 1913)
- Sigmophora italica (Domenichini, 1967)
- Sigmophora keralensis Narendran, 2007
- Sigmophora lutea Ikeda, 1999
- Sigmophora mediosulcata (Girault, 1924)
- Sigmophora otys (Walker, 1839)
- Sigmophora papuana Ikeda, 1999
- Sigmophora polyseta (Saraswat, 1975)
- Sigmophora prolixa Ikeda, 1999
- Sigmophora spenceri (Girault, 1915)
- Sigmophora tumidifrons Ikeda, 1999